# Didemnum carnulentum
Didemnum carnulentum is een zakpijpensoort uit de familie van de Didemnidae. De wetenschappelijke naam van de soort is voor het eerst geldig gepubliceerd in 1917 door Ritter & Forsyth.